# Condado de Suwałki
Condado de Suwałki (polaco: powiat suwalski), (Lituano: Suvalkų apskritis) é um powiat (condado) da Polónia, na voivodia de Podláquia. A sede do condado é a cidade de Suwałki. Estende-se por uma área de 1307,31 km², com 35 306 habitantes, segundo os censos de 2007, com uma densidade 27,01 hab/km².

## Divisões admistrativas
O condado possui:
Comunas rurais: Bakałarzewo, Filipów, Jeleniewo, Przerośl, Raczki, Rutka-Tartak, Suwałki, Szypliszki, Wiżajny

## Demografia
População (dados de 30 de Junho de 2007):
|          | Total   | Total | Mulheres | Mulheres | Homens  | Homens |
| -------- | ------- | ----- | -------- | -------- | ------- | ------ |
|          | pessoas | %     | pessoas  | %        | pessoas | %      |
| Total    | 35 306  | 100   | 17 306   | 49,0     | 18 000  | 51,0   |
| Cidades  | 0       | 100   | 0        | 0        | 0       | 0      |
| Povoados | 35 306  | 100   | 17 306   | 49,0     | 18 000  | 51,0   |